# 嚴植之
嚴植之（457年—508年），字孝源，建平秭歸人，南北朝南齊、南梁官員與儒者。
嚴植之的祖父是劉宋通直散騎常侍嚴欽，他年輕時就懂得《莊子》、《老子》，說道教義理；精通《喪服》、《孝經》、《論語》；長大後熟讀《周禮鄭氏注》、《周易》、《毛詩》、《左氏春秋》。他個性孝順謹厚，不會用自己長處抬高自己，之後父親逝世，素食二十三年，患上風冷疾就停止了。南齊永明年間他從廬陵王蕭子卿的王國侍郎起家，轉為廣漢王蕭子峻的王國右常侍。蕭子峻被齊明帝蕭鸞所殺，王國內的人都不敢察看，唯獨嚴植之為他奔走哭泣，親自殮葬，赤腳徒手送蕭子峻的屍體到墳墓立塚，葬事完畢回來，獲當時的人讚頌有情義。建武年間嚴植之改任員外郎、散騎常侍，很快遷轉為康樂侯國的郭相，在縣內為政清白，得到人民讚許。南梁天監二年（503年），任官後軍騎兵參軍事。梁武帝下詔尋求通曉儒家經典的學者整理五禮，有官吏上奏嚴植之負責凶禮；到天監四年（505年）年初，朝廷設置五經博士開館教授，他兼任五經博士。嚴植之的館舍設在潮溝，多達百多名學生，他講授時其他五館的學生都會來至，聽者達到千餘人。天監六年（507年），轉職中撫軍記室參軍，繼續兼任博士。到天監七年（508年）他在館內去世，虛歲五十二。嚴植之自患病後就不接受俸祿，妻子和兒女都貧困，他死後家人無法舉喪，他的學生協助後才能完成居喪。
嚴植之個性仁慈，好行陰德，雖然在陰暗的房間都不曾鬆懈。他年少行山，看到一位患者，問患者姓名卻不能回答，於是帶來回醫治，六天後病人死亡，他為那位患者殮葬，始終不知道患者是甚麼人；他又曾沿著柵塘步行，看到有倒臥在塘側，就下車問原因，該黃姓人士住在荊州，受雇為傭工，在病危時被船主拋棄在岸邊。嚴植之感到哀憐，就帶他醫治，年多後黃氏病癒，請求終身充當奴僕報恩，嚴植之拒絕並給他糧食資金，讓他離去，嚴植之的義行是如此多的。他著有《凶禮儀注》四百七十九卷。

## 引用
1. 1 2  《梁書·卷四十八·列傳第四十二》：嚴植之字孝源，建平秭歸人也。祖欽，宋通直散騎常侍。植之少善《莊》、《老》，能玄言，精解《喪服》、《孝經》、《論語》。及長，遍治鄭氏《禮》、《周易》、《毛詩》、《左氏春秋》。性淳孝謹厚，不以所長高人。少遭父憂，因菜食二十三載，後得風冷疾，乃止。
2. 1 2  《南史·卷七十一·列傳第六十一》：嚴植之字孝源，建平秭歸人也。少善莊、老，能玄言，精解喪服、孝經、論語。及長，遍習鄭氏禮、周易、毛詩、左氏春秋。性淳孝謹厚，不以所長高人。少遭父憂，因菜食二十三載。
3. ↑  《梁書·卷四十八·列傳第四十二》：齊永明中，始起家爲廬陵王國侍郎，遷廣漢王國右常侍。王誅，國人莫敢視，植之獨奔哭，手營殯殮，徒跣送喪墓所，爲起塚，葬畢乃還，當時義之。建武中，遷員外郎、散騎常侍。尋爲康樂侯相，在縣清白，民吏稱之。
4. ↑  《南史·卷七十一·列傳第六十一》：仕齊為廣漢王國右常侍，仍侍王讀。及王誅，國人莫敢視，植之獨奔哭，手營殯斂，徒跣送喪墓所，為起塚，葬畢乃還。當時義之。後為康樂令。植之在縣清白，人吏稱之。
5. ↑  《梁書·卷四十八·列傳第四十二》：天監二年，板後軍騎兵參軍事。高祖詔求通儒治五禮，有司奏植之治凶禮。四年初，置《五經》博士，各開館教授，以植之兼《五經》博士。植之館在潮溝，生徒常百數。植之講，五館生必至，聽者千餘人。六年，遷中撫軍記室參軍，猶兼博士。七年，卒于館，時年五十二。植之自疾後，便不受廩俸，妻子困乏。旣卒，喪無所寄，生徒爲市宅，乃得成喪焉。
6. ↑  《南史·卷七十一·列傳第六十一》：梁天監二年，詔求通儒修五禮，有司奏植之主凶禮。四年，初置五經博士，各開館教授，以植之兼五經博士。植之館在潮溝，生徒常百數。講說有區段次第，析理分明。每當登講，五館生畢至，聽者千餘人。遷中撫記室參軍，猶兼博士。卒於館。植之自疾後便不受稟奉，妻子困乏。及卒，喪無所寄，生徒為市宅，乃得成喪。
7. ↑  《梁書·卷四十八·列傳第四十二》：植之性仁慈，好行陰德，雖在闇室，未嘗怠也。少嘗山行，見一患者，植之問其姓名，不能答，載與俱歸，爲營醫藥，六日而死。植之爲棺殮殯之，卒不知何許人也。嘗緣柵塘行，見患人臥塘側，植之下車問其故，云姓黃氏，家本荊州，爲人傭賃，疾旣危篤，船主將發，棄之于岸。植之心惻然，載還治之，經年而黃氏差，請終身充奴僕以報厚恩。植之不受，遺以資糧，遣之。其義行多如此。撰《凶禮儀注》四百七十九卷。
8. ↑  《南史·卷七十一·列傳第六十一》：植之性慈仁，好行陰德，在闇室未嘗怠也。少嘗山行，見一患者，問其姓名不能答。載與俱歸，為營醫藥，六日而死，為棺斂殯之，卒不知何許人也。又嘗緣柵塘行，見患人臥塘側，問之，云：「姓黃，家本荊州，為人傭賃。疾篤，船主將發，棄之於岸」。植之惻然，載還療之，經年而愈。請終身充奴僕以報厚恩。植之不受，遺以資糧遣之。所撰凶禮儀注四百七十九卷。

## 延伸阅读
[在维基数据编辑]
 《梁書·卷48》，出自姚思廉《梁書》